# Phortica hani
Phortica hani är en tvåvingeart som först beskrevs av Zhang och Shi 1997.  Phortica hani ingår i släktet Phortica och familjen daggflugor. Inga underarter finns listade i Catalogue of Life.